# Distretto di Cavala
Il distretto di Cavala è un distretto della Liberia facente parte della contea di Grand Gedeh.